# Nicolò Cristaldi
Nicolò Cristaldi, detto Nicola (Mazara del Vallo, 6 dicembre 1950), è un politico e artista italiano.
È stato Presidente dell'Assemblea regionale siciliana dal 1996 al 2001, sindaco di Mazara del Vallo dal 2009 al 2019 e di Calatafimi Segesta dal 1997 al 2007.

## Biografia

### Gli inizi
Inizia la sua attività politica da giovanissimo militando nella Giovane Italia nella sua città e nel FUAN di Palermo, e ricopre il ruolo di Consigliere comunale del MSI-DN a Mazara del Vallo dal 1975 al 1992. Nel dicembre 1978 guidò la protesta della marineria mazarese contro i sequestri dei motopesca da parte della marina tunisina, che portò a uno sciopero generale di settimane in città..
Eletto segretario provinciale del partito nel 1981, lo resta fino al 1989.
Nel 1983 è primo dei non eletti alla Camera dei Deputati con 20.430 preferenze nella circoscrizione Sicilia occidentale per il MSI

### Deputato all'Ars
Eletto nel 1986 deputato all'ARS nel collegio provinciale di Trapani, e rieletto per tre legislature, fino al 2001, divenendo anche capogruppo, prima del MSI, dal 1991 al 1994, e poi di Alleanza Nazionale fino al 1996.
È candidato alle elezioni europee del 1994 con Alleanza Nazionale nella circoscrizione Italia Insulare ottenendo 39.530 preferenze, giungendo secondo, e non risultando eletto.

### Presidente dell'Assemblea Regionale
Viene eletto Presidente dell'Assemblea Regionale Siciliana nel 1996 e lo resta fino al 2001. Nel 1997 fonda, restandone presidente fino al 2001, la Fondazione Federico II di Palermo, organo culturale dell'Assemblea regionale siciliana organizzatore di eventi culturali internazionali.
Ha ricevuto diverse onorificenze e dal 1998 è Cavaliere de la Gran Cruz dell'Ordine di Isabella la Cattolica, insignito dal Re Juan Carlos I di Spagna in visita a Palermo.
Nel giugno del 1999 si ricandida alle elezioni europee nella lista Alleanza Nazionale - Patto Segni nella circoscrizione Italia Insulare, ottenendo 42.202 preferenze ma non risultando eletto. Resta presidente dell'Ars fino al giugno 2001.

### Sindaco e deputato
Ha ricoperto la carica di Sindaco di Calatafimi-Segesta per due consiliature, dal 1997 al 2007.
È stato Presidente delle attività teatrali e culturali di Segesta dove si tiene una delle più suggestive rassegne teatrali estive d'Europa, nello splendido teatro antico all'aperto.
È stato componente della Direzione Nazionale di AN, dalla fondazione del partito a Fiuggi nel 1995 fino alla confluenza nel PdL nel 2009.
Nel 2001 viene eletto deputato alla Camera nel collegio uninominale "Mazara del Vallo - Castelvetrano" per la CdL, e a Montecitorio ha ricoperto la carica di vice capogruppo e di capo della segreteria politica del gruppo parlamentare di Alleanza Nazionale fino al 2006.
È stato componente delle Commissioni legislative Affari costituzionali e Giustizia della Camera, e coordinatore del Comitato Enti locali della Commissione parlamentare Antimafia, facendo parte della delegazione parlamentare italiana all'OSCE.
Nel 2006 torna all'Assemblea regionale siciliana per la quarta legislatura, eletto nelle file di AN nel collegio provinciale di Trapani, e diviene presidente della I Commissione Affari istituzionali.
Alle politiche del 14 aprile 2008 lascia l'Ars e torna alla Camera dei deputati, dove è rieletto nella lista del PdL in Sicilia occidentale. Diviene componente delle commissioni Affari costituzionali e Affari regionali.

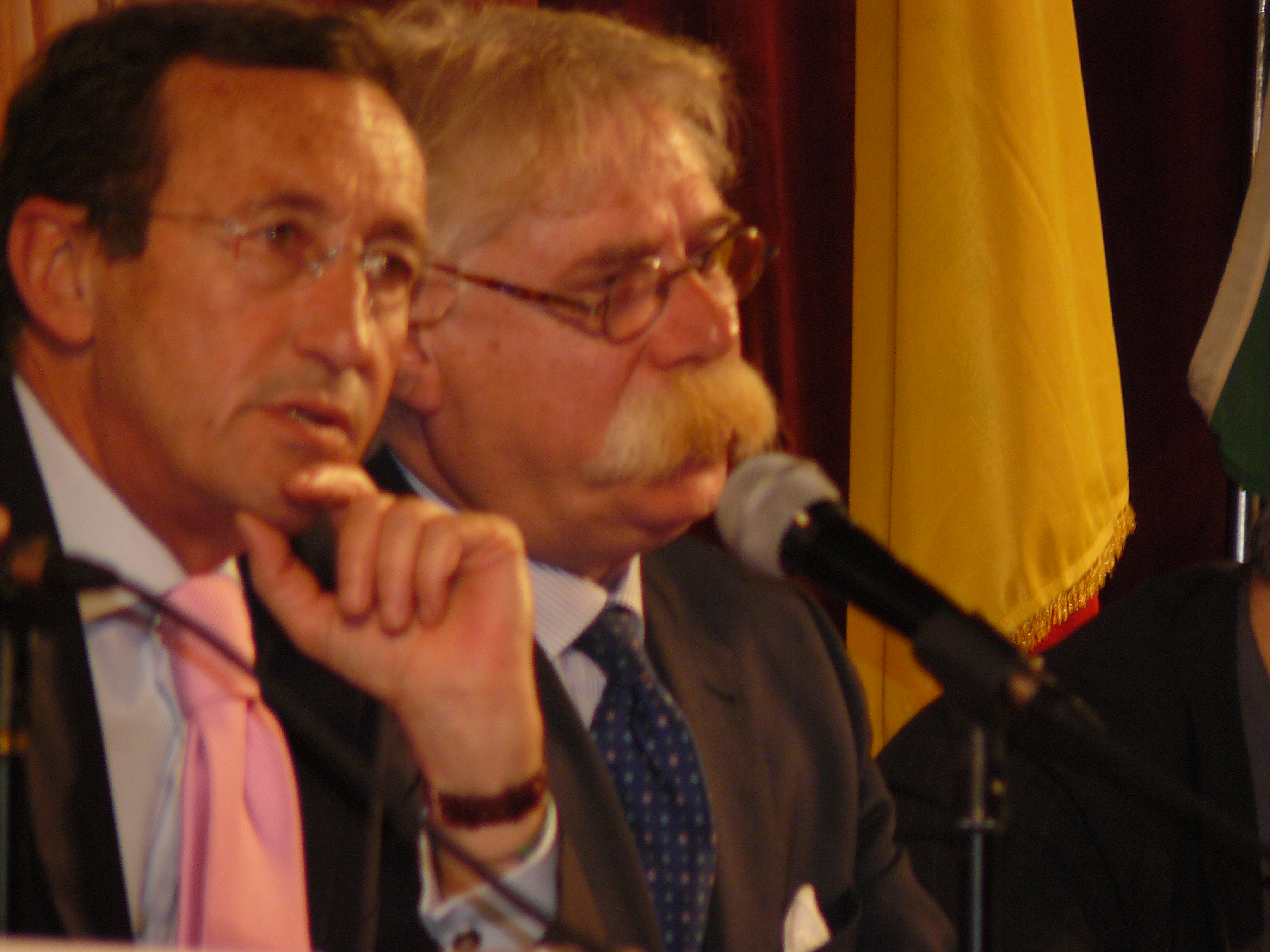
Cristaldi con Gianfranco Fini nel 2009

Il 22 giugno 2009, con 17.319 voti pari al 68,21%, diventa sindaco di Mazara del Vallo, con il PdL, vincendo al ballottaggio contro Vincenza Di Giovanni, sostenuta al ballottaggio da una coalizione trasversale composta da: PD, Mpa, Udc, La Destra, Democrazia Cristiana che ha ottenuto 8.072 preferenze, pari al 31,79%.
A causa di una sentenza della Corte costituzionale che ha stabilito l'incompatibilità tra la carica di parlamentare e di sindaco dei Comuni sopra 20.000 abitanti, il 16 dicembre 2011 rassegna le dimissioni da deputato, optando per la carica di sindaco di Mazara del Vallo.
Nelle elezioni amministrative del maggio 2014 si ricandida a sindaco della sua città, con il sostegno di tre liste civiche (Liberi, Osservatorio Politico e Futuristi). Cristaldi al primo turno ottiene 7.761 preferenze pari al 32,13%, andando al ballottaggio con l'ex assessore provinciale Vito Torrente che ha ottenuto il 20,23%. Il 9 giugno al ballottaggio è confermato sindaco con il 58,9%.
Il 14 novembre 2014 viene nominato responsabile nazionale per le politiche territoriali di Fratelli d'Italia. Lo stesso giorno aderiscono al partito 16 consiglieri comunali di Mazara su 30. Nel 2017 lascia FdI e fonda un movimento locale, I Futuristi.
Il 7 marzo 2019 annuncia, poco prima della scadenza naturale, le sue dimissioni dalla carica di sindaco di Mazara del Vallo dopo 10 anni di sindacatura, cessando il suo mandato il 27 marzo.
Alle successive elezioni comunali dell'aprile 2019 a Calatafimi Segesta, Cristaldi si candida a sindaco con il suo movimento e si classifica secondo, dietro al civico Antonino Accardo, eletto sindaco. Eletto consigliere comunale, si dimette senza insediarsi.
Nel 2024 si ricandida a Sindaco di Mazara del Vallo appoggiato da quattro liste civiche: Futuristi, Orgoglio e Futuro, Cristaldi Sindaco, Movimento Democratico.

### Pubblicistica
Giornalista pubblicista, è stato direttore editoriale dal 1997 al 2001 della rivista mensile "L'Euromediterraneo" e attualmente è il direttore editoriale del periodico di attualità politica "La Frontiera" e curatore del sito "www.destraitalia.it".
Autore di diverse pubblicazioni fra le quali "Il bisturi ed il tagliaborse", uno spaccato sull'Autonomia siciliana e sulla realtà sociale ed economica dell'isola tra gli anni ottanta e novanta e, nel gennaio del 2009, "Abbitavo a La Maddalena, ritratti di personaggi mazaresi". Nell'aprile dello stesso anno ha pubblicato il pamphlet "I traditori", che è stato presentato dal presidente della Camera Gianfranco Fini.

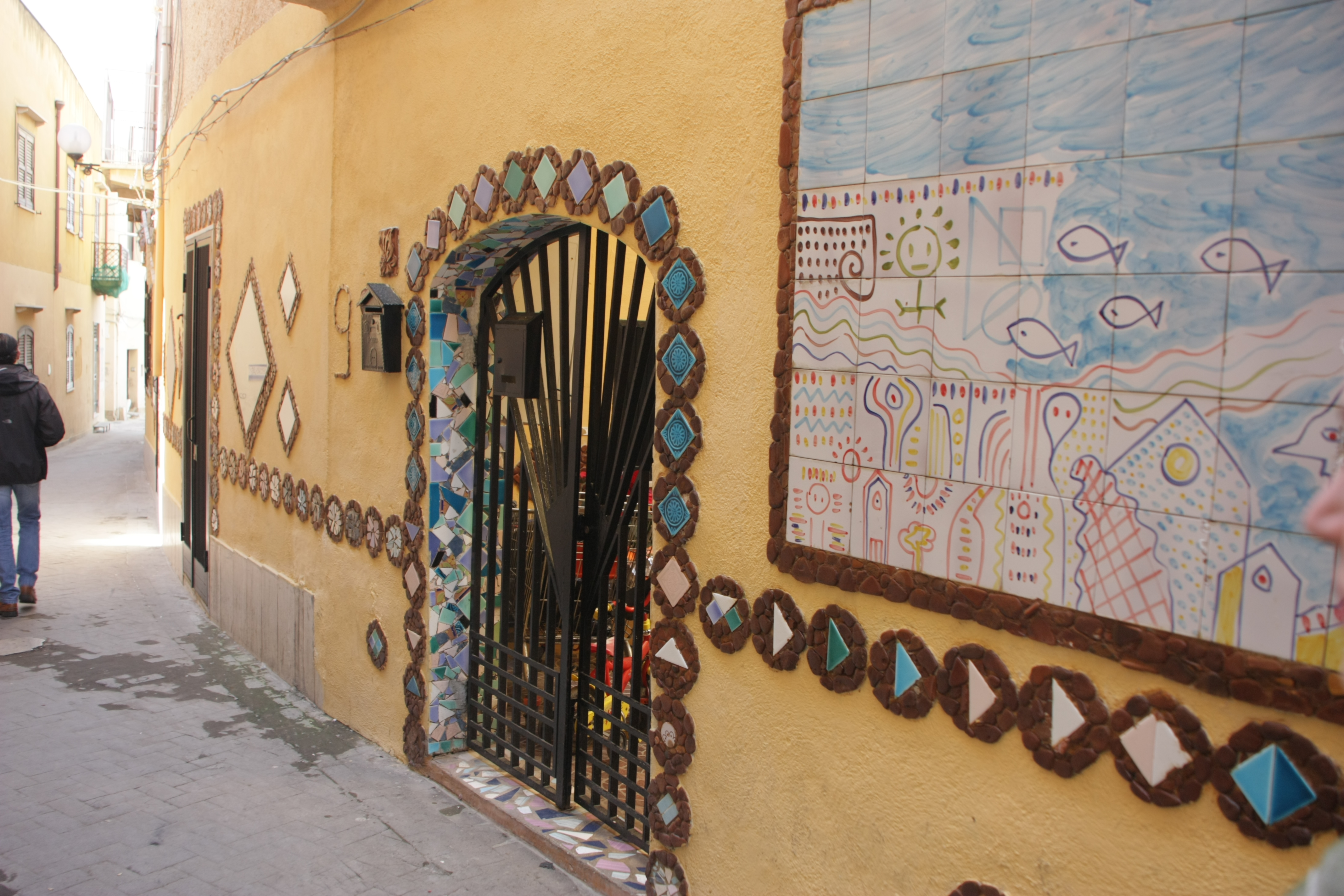
Alcune ceramiche di Hajto nel quartiere tunisino di Mazara

Le sue ultime pubblicazioni: Il canto della casbah, un racconto improntato agli usi e costumi degli
Abitanti dell'antico quartiere arabo di Mazara del Vallo. Il libro riporta le fotografie del fotografo e giornalista Giovanni Franco; Abitavo alla Maddalena, libro su personaggi e fatti tipici della città di Mazara del Vallo; Oltre la rete, foto racconto delle attività marinare con foto di Giovanni Franco

## Produzione artistica
Hajto è inoltre lo pseudonimo con il quale Nicola Cristaldi firma le sue opere. Pittura, scultura e ceramica sono i campi in cui si misura, fin dagli anni settanta, come artista.
Hajto ha partecipato a mostre in varie parti del mondo e sue opere sono conservate in collezioni pubbliche e private. Come ceramista ha contribuito al recupero dei vicoli della città di Calatafimi Segesta e del centro storico di Mazara del Vallo..

## Opere
- "Il bisturi ed il tagliaborse. Antologia di una regione malata", prefazione di Pietrangelo Buttafuoco, 1995, ISSPE, Palermo
- "Abbitavo a La Maddalena, ritratti di personaggi mazaresi", 2008, Libridine, Mazara del Vallo[19]
- "I traditori", 2009, Libridine, Mazara del Vallo;

Oltre la rete, edizioni Libridine, con foto di Giovanni Franco;
Il canto della Casbah, edizioni libridine, con foto di Giovanni Franco